# Leonard Rose
Leonard Rose (Washington, 27 de julio de 1918 -White Plains, Nueva York, 16 de noviembre de 1984) fue un violonchelista estadounidense.

## Biografía
Nació en el seno de una familia judía procedente de Kiev. Recibió las primeras lecciones de violonchelo de su padre. Estudió con Walter Grossman, Frank Miller y Felix Salmond. Con veinte años se trasladó a Filadelfia para completar su formación musical en el Curtis Institute of Music. Tocó con la NBC Symphony Orchestra dirigida por Arturo Toscanini y a los 21 años consiguió el puesto de primer violonchelo de la Orquesta de Cleveland. A los 26 años fue nombrado primer violonchelo de la Orquesta Filarmónica de Nueva York.
Tocaba en un violonchelo Amati fechado en 1662.
Murió víctima de la leucemia.

## Grabaciones
A partir de 1951 realizó numerosas grabaciones como solista. Se recuerda especialmente su relación musical con directores como Leonard Bernstein, Eugene Ormandy, George Szell y Bruno Walter, entre otros. Aparte de los conciertos con orquesta, también fue un destacado intérprete de música de cámara. Se recuerdan especialmente sus interpretaciones junto al violinista Isaac Stern y al pianista Eugene Istomin, con quienes formó un celebrado trío.

## Labor pedagógica
Fue también un excelente profesor en la Juilliard School, el Curtis Institute y la Ivan Galamian's Meadowmount Summer School. Sus alumnos forman parte hoy de las principales orquestas americanas, especialmente de la Orquesta Sinfónica de Boston, la Orquesta de Filadelfia, la Orquesta de Cleveland y la Orquesta Filarmónica de Nueva York. Entre sus alumnos destacan Lynn Harrell, Yo-Yo Ma, Carlos Prieto y John Sant'Ambrogio.

## Premios
Premio Grammy a la mejor interpretación de música de cámara:
- 1971: Eugene Istomin, Leonard Rose e Isaac Stern por Beethoven: Tríos para piano completos.